# Svenska FN-förbundet
Svenska FN-förbundet är en ideell förening som sedan starten 1957 verkar för ett bättre och starkare Förenta nationerna (FN).
Föreningen är inte en del av FN-systemet utan är en fristående medlemsorganisation men får använda FN:s symboler och färger.

## Organisation
Arbetet leds av en styrelse med 13 medlemmar med Sanna Wolk som ordförande. Svenska FN-förbundets kansli, beläget i Stockholm, har cirka 20 anställda och leds av generalsekreterare Jens Petersson. Föreningen har drygt 5 000 medlemmar, engagerade i 65 lokala FN-föreningar. Dessutom är cirka 70 riksorganisationer medlemmar i Svenska FN-förbundet som på så sätt också fungerar som paraplyorganisation för FN-relaterade frågor.

## Verksamhet
Svenska FN-förbundets verksamhet baseras tematiskt på FN:s tre huvudpelare som alla hänger samman: utveckling, fred och säkerhet samt mänskliga rättigheter.
Svenska FN-förbundet arbetsmetoder kan indelas i fem kategorier: information, påverkan, granskning, insamling och internationellt samarbete.
Svenska FN-förbundet informerar och utbildar alla som vill veta mer om FN. Genom kurser, seminarier, faktamaterial och studieresor följs FN:s arbete och man sprider kunskapen vidare till medlemmarna i de lokala svenska FN-föreningarna, till skolor och till allmänheten. Omkring 70 enskilda riksorganisationer är medlemmar i Svenska FN-förbundet, till exempel fackliga organisationer, freds-, solidaritets-, ungdoms-, kvinno- och miljöorganisationer. Många lokala organisationer är också anslutna till svenska FN-föreningen på den egna orten. Exempel på medlemsorganisationer är bland annat ABF, Frälsningsarmén, Svenska muslimer för fred och rättvisa, Scouterna, Centerkvinnor, SSU och Sensus. Svenska FN-förbundet certifierar sedan 2007 gymnasieskolor med internationell profil som samarbetar Svenska FN-förbundet, och då får kalla sig FN-skola.
Svenska FN-förbundet följer även Sveriges agerande i FN och granskar att den svenska regeringen uppfyller kraven i sina åtaganden gentemot FN, detta sker bland annat genom författandet av s.k. parallellrapporter till olika FN-organ.[källa behövs]
På senare år har Svenska FN-förbundet också i ökande grad samlat in medel från allmänheten till stöd för olika FN-insatser runt om i världen. Genom FN-förbundets insamlingskampanj Flicka ges fortlöpande stöd. Svenska FN-förbundet samlar också in medel som stöd till FN:s katastrofinsatser.
Det finns omkring 100 FN-förbund i världen som tillsammans ingår i WFUNA (World Federation of United Nations Associations). Både WFUNA och Svenska FN-förbundet har konsultativ status i ECOSOC, FN:s ekonomiska och sociala råd, vilket bland annat innebär en möjlighet att lägga fram förslag till rådet och även delta som observatörer i officiella FN-möten och konferenser.

## Svenska FN-förbundets pris för mänskliga rättigheter
Svenska FN-förbundet delar årligen ut ett pris för att uppmärksamma enskilda personers arbete med att stärka de mänskliga rättigheterna i Sverige. Pristagaren ska vara en enskild person som gjort särskilt betydelsefulla insatser.

## Ekonomi
Föreningen finansieras av bidrag från Sida, Forum Syd och Utrikesdepartementet samt av medlemsavgifter.

## Lobbyverksamhet
Genom möten och media försöker Svenska FN-förbundet också påverka makthavare och beslutsfattare i regering, riksdag och myndigheter. Föreningen säger sig ha täta kontakter med regeringsföreträdare, riksdagsledamöter och myndigheter i Sverige.

## Exempel på sakfrågor som FN-förbundet agerat i
- Svenska FN-förbundet kräver att Sverige och andra västländer i högre grad ska bidra med soldater i FN-ledda militära insatser.[5]
- Svenska FN-förbundet har argumenterat för ett mer kraftfullt ingripande från FN:s sida i konflikter som de i Libyen[6] och DR Kongo[7].
- Svenska FN-förbundet föreslog i augusti 2008 att rasistiska organisationer bör förbjudas.[8]
- Svenska FN-förbundet hävdade i en rapport 2014 att intoleransen ökat i Sverige men den uppfattningen delades inte av statsvetare Marie Demker som upplyste om att sett till Sveriges befolkning som helhet är det en tydlig trend att svenskarna blir mer öppna, även om hatbrotten fortfarande ligger på en hög nivå.[9]

## Kritik
Namnet "Svenska FN-förbundet" och att rapporter från Svenska FN-förbundet i etablerade medier har kallats för "FN-rapporter" kan leda till uppfattningen att Svenska FN-förbundet är underställd FN eller ingår som del i FN:s organisation och fram till 2015 framgick det inte tydligt på hemsidan att den inte gjorde det.